# Bandiera araldica

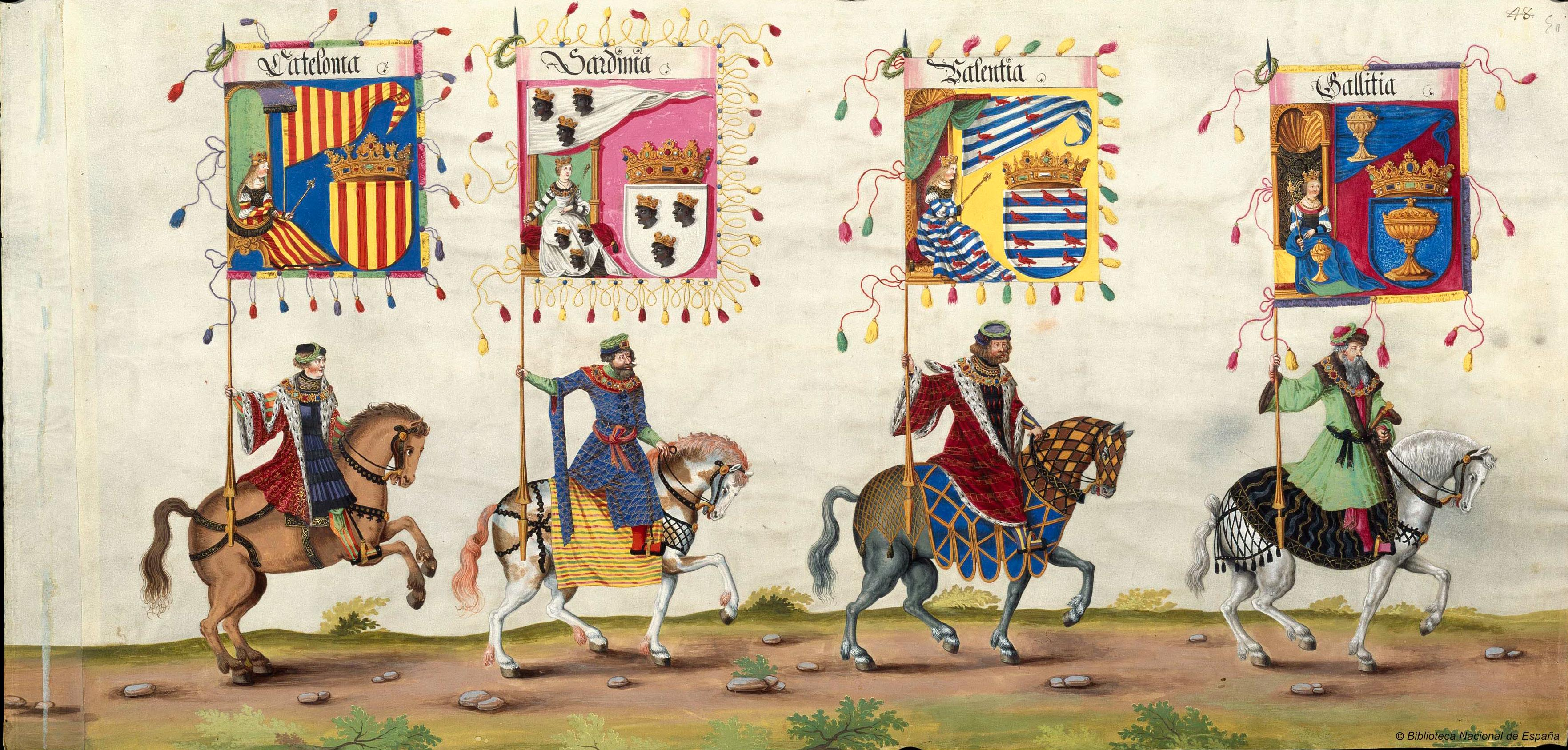
Varie bandiere araldiche (da sinistra verso destra: Catalogna, Sardegna, Valencia, Galizia)

In araldica e vessillologia, si definisce bandiera araldica qualsiasi tipo di bandiera contenente stemmi, emblemi o altri mezzi usati per l'identificazione di soggetti.
Tra le bandiere araldiche si annoverano vessilli, stendardi, pennoni e le loro varianti come il gonfalone e il guidone. Le specifiche che regolano le bandiere araldiche differiscono da nazione a nazione e hanno subito una variazione nel tempo. Se in Italia l'utilizzo delle bandiere araldiche è pressoché caduto in disuso dopo la fine della monarchia nel 1946 (eccezion fatta per l'araldica civica), in altri paesi che adottano ancora il sistema monarchico (e di conseguenza gli usi e i costumi nobiliari) come il Regno Unito è ancora abbastanza diffuso.

## Tipologie

### Pennone
Il pennone è una bandiera allungata e di piccole dimensioni, che può terminare a punta o a coda di rondine (in questo caso può essere definita banderuola). Conteneva l'emblema araldico o altre insegne che rappresentassero il proprietario, che lo sfoggiava sulla propria lancia come simbolo di riconoscimento. Il pennoncello è una variante di questo tipo di bandiera.
Nell'uso scozzese contemporaneo, il pennone è lungo 1,2 metri. Può terminare a punta o arrotondato, a seconda del gusto del proprietario. È assegnato dal Lord Lyon, re d'arme, a qualsiasi armigero che intenda farne richiesta.

### Bandiera
La bandiera è quadrata o oblunga e più grande del pennone, contenente per intero lo stemma del proprietario. In Scozia, le dimensioni della bandiera personale, escludendo le frange, sono specificate dal Lord Lyon come segue:
| Rango             | Dimensioni |
| ----------------- | ---------- |
| Sovrano           | 1,5 m²     |
| Duchi             | 1,25 m²    |
| Earl              | 1,1 m²     |
| Visconti e baroni | 1 m²       |
| Baronetti         | 90 cm²     |
| Altri armigeri    | 70 x 85 cm |

### Stendardo

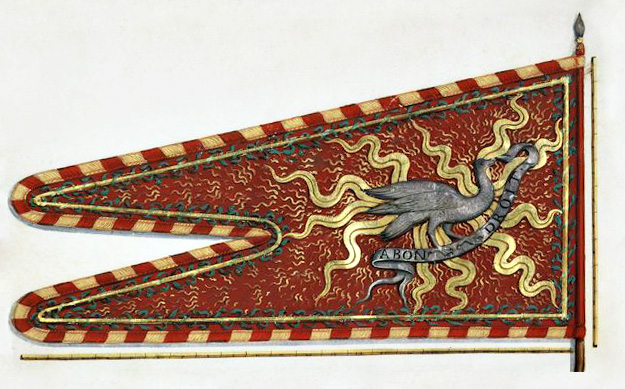
Stendardo di Massimiliano Sforza, conte di Pavia

Stendardo reale britannico usato in Inghilterra, Galles, Irlanda del Nord e oltremare.

Lo stendardo araldico apparve durante la metà del XIV secolo e venne usato generalmente da personalità d'alto rango nei due secoli successivi. Sembra che l'adozione dello stendardo avesse l'obiettivo preciso di contenere emblemi e insegne. Spesso le insegne di grandi personalità come i monarchi vengono definiti stendardi (vedi lo stendardo reale britannico), pur non essendo questa definizione precisa dal punto di vista araldico. Lo stendardo non è quadrato, bensì ha una forma allungata e la punta è arrotondata. In Inghilterra qualsiasi armigero al quale sia stato concesso uno stemma ha diritto a un suo stendardo. L'Orifiamma fu lo stendardo reale dei Re francesi durante il Medioevo.
In Scozia, lo stendardo richiede un permesso ulteriore da parte del Lord Lyon ed esso viene concesso soltanto ad alcune condizioni. Come per la bandiera, anche le dimensioni dello stendardo scozzese variano in relazione al rango del proprietario:

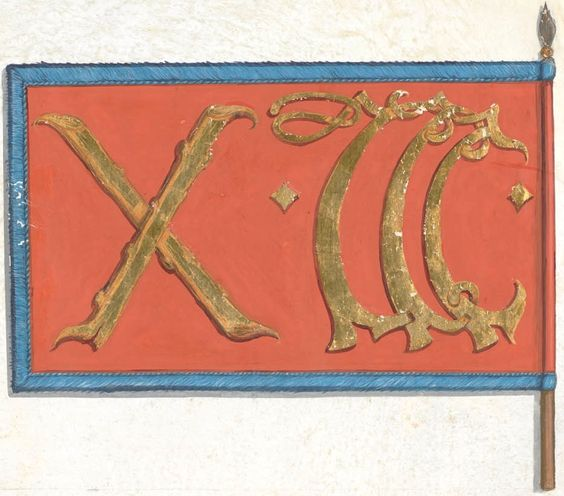
Una bandiera araldica borgognona con sopra l'impresa dei duchi di Borgogna

| Rango               | Dimensioni |
| ------------------- | ---------- |
| Sovrano             | 6,4 m      |
| Duchi               | 6 m        |
| Marchesi            | 5,4 m      |
| Earl                | 4,8 m      |
| Visconti            | 4,5 m      |
| Lord del Parlamento | 3,9 m      |
| Baronetti           | 3,6 m      |
| Cavalieri e baroni  | 3 m        |

### Banderuola
La banderuola è utilizzata per rappresentare cavalieri e imbarcazioni, nonché dai vescovi.

Gonfalone della Città di Napoli

### Gonfalone
Il gonfalone è una bandiera rettangolare appesa verticalmente contenente uno stemma. Il suo uso è ampiamente riscontrato in ambito civico, come ad esempio nei Comuni italiani, nonché in ambito religioso e accademico. Nell'uso specifico per i Comuni, il gonfalone raggiunge una dimensione di un metro per due. Colui che trasporta il gonfalone è detto gonfaloniere.
Il termine ha avuto origine a Firenze, dove le zone dei quartieri possedevano un proprio gonfalone e lo esibivano durante le cerimonie pubbliche.

### Guidone
Il guidone scozzese ha una forma simile al pennone e allo stendardo. Lungo circa due metri, è più piccolo dello stendardo e due volte più grande del pennone. I guidoni vengono assegnati dal Lord Lyon ad armigeri qualificati, che ricoprono alte cariche o incarichi ufficiali a lungo termine. Il guidone termina con un'unica punta arrotondata.

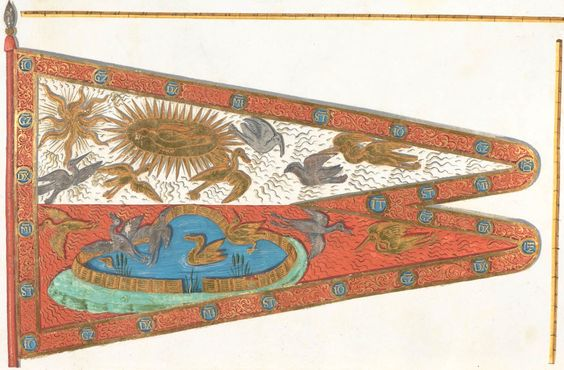
Stendardo di Gian Galeazzo Maria Sforza